# Eustahija Arsić
Eustahija Arsić (in serbo Еустахија Арсић?; Irig, 14 marzo 1776 – Arad, 17 febbraio 1843) è stata una mecenate e scrittrice serba con cittadinanza austro-ungarica, prima donna a far parte della Matica srpska e a contribuire al suo periodico Letopis .
Come mecenate del salone letterario di Arad, Eustahija Arsić ha promosso le opere di scrittori serbi e rumeni, tra cui Dositej Obradović, Joakim Vujić e Vuk Karadžić.

## Biografia
Eustahija Arsić nacque nel 1776 nella famiglia serba Cincić a Irig, allora parte dell'Ungheria meridionale (Impero asburgico). Aveva una formazione eccellente e ha imparato a parlare diverse lingue, tra cui ungherese, tedesco, rumeno, slavo ecclesiastico, italiano, latino e un po' di inglese. La sua vita personale è stata infelice, essendo stata sposata e vedova tre volte. Da giovane era sposata con il signor Lacković, un commerciante di Koprivnica, in Croazia. Il suo secondo marito è stato Toma Radovanović, un ricco mercante serbo di Karlovac, Croazia, che acquistò il suo titolo di nobiltà alla corte viennese. Nei primi anni del XIX secolo,Eustahija sposò il suo terzo marito, il nobile Sava Arsić, senatore e sindaco di lunga data di Arad, grande benefattore della scuola magistrale di Arad e patrono degli scrittori serbi di quel tempo. Fu dopo il loro matrimonio che Eustahija iniziò la sua opera letteraria.
Eustahija Arsić fu una mecenate importante degli sforzi letterari dei suoi contemporanei ed era probabilmente meglio conosciuta nella sua vita per questa attività che per i suoi stessi scritti. A quei tempi uno dei posti più popolari per lo scambio di idee era il salone. La casa di Eustathija Arsić ad Arad aveva una sala di lettura, spesso galvanizzata dalla presenza di politici serbi e di altri emigrati, tra cui Dositej Obradović. Era molto apprezzata dal drammaturgo Joakim Vujić (1772–1847), che la definì "ma seule protectrice". Vuk Karadžić ha cercato il suo favore nel promuovere i suoi libri, e molti altri autori serbi e rumeni hanno fatto lo stesso. I rari scritti di Evstahija Arsić sono stati elogiati. Gran parte si occupa di insegnamenti morali, brevi consigli e riflessioni filosofiche.
Le sue opere, pubblicate in qualche modo anacronisticamente, nel 1814, 1816 e 1829, sono interamente in linea con lo spirito dell'illuminismo. In esse Eustahija Arsić fa spesso riferimento all'esempio di Dositej Obradović, il suo modello di intellettuale impegnato per la sua gente.
I suoi scritti sono pensosi, eloquenti, seri e diretti. Suggeriscono una mente impressionante e un profondo impegno in un momento in cui era abbastanza sconosciuto per una donna serba impegnarsi in qualsiasi tipo di attività letteraria, per non parlare della promozione delle opere di altri autori, e allo stesso tempo, produrre la propria opera.
Nel suo libro "In viaggio attraverso la Serbia nell'anno 1829" (Reise in Serbien im Spatherbst 1829; 2 voll., Berlino, 1830), Otto Ferdinand Dubislav von Pirch (1799–1832) menziona che Arsić ha tradotto opere di Voltaire, Wieland e James Thomas.

## Opere
- "Sovjet maternij oboega pola junosti serbskoj i valahijskoj" (Consigli materni, Buda, 1814), dedicato a Uroš Stefan Nestorović, consigliere reale e ispettore delle scuole serbe e rumene nella monarchia asburgica.
- "Poleznaja razmišlenija o četireh godištnih vremeneh" (utili riflessioni sulle quattro stagioni) circa 160 pagine di versi e pezzi di prosa di varie lunghezze, inclusi alcuni passaggi abbastanza sostanziali, intricati e stimolanti.